# Mistrzostwa Polski w kolarstwie torowym – madison kobiet
Mistrzostwa Polski w kolarstwie torowym w konkurencji madison (jeździe parami) kobiet odbywają się od 2016.

## Medaliści
| Rok  | Złoto                                 | Srebro                                  | Brąz                                    |
| 2016 | Edyta Jasińska Natalia Rutkowska      | Karolina Karasiewicz Patrycja Dąbrowska | Julita Jagodzińska Wioletta Jankiewicz  |
| 2017 | Monika Graczewska Nikol Płosaj        | Łucja Pietrzak Justyna Kaczkowska       | Karolina Pizoń Ewa Fajkowska            |
| 2018 | Monika Graczewska Nikol Płosaj        | Wiktoria Pikulik Daria Pikulik          | Łucja Pietrzak Justyna Kaczkowska       |
| 2019 | Łucja Pietrzak Justyna Kaczkowska     | Oliwia Majewska Weronika Humelt         | Joanna Golec Natalia Szymczak           |
| 2020 | Daria Pikulik Wiktoria Pikulik        | Łucja Pietrzak Nikol Płosaj             | Karolina Karasiewicz Patrycja Lorkowska |
| 2021 | Karolina Kumięga Karolina Karasiewicz | Patrycja Lorkowska Dorota Przęzak       | Paulina Pastuszek Natalia Krześlak      |
| 2022 | Daria Pikulik Nikol Płosaj            | Wiktoria Polak Wiktoria Pikulik         | Maja Wróblewska Patrycja Lorkowska      |
| 2023 | Tamara Szalińska Nikol Płosaj         | Wiktoria Pikulik Olga Wankiewicz        | Oliwia Majewska Zofia Jakubowska        |
| 2024 | Martyna Szczęsna Nikol Płosaj         | Maja Tracka Olga Wankiewicz             | Oliwia Majewska Karolina Karasiewicz    |